# Мухин, Евгений Георгиевич
Евгений Георгиевич Мухин (род. 14 января 1968, Свердловск) — советский и российский хоккеист. Мастер спорта СССР. Тренер.

## Биография
Воспитанник свердловского хоккея. Начинал играть в местных командах второй лиги СКА (1985/86) и «Луч» (1986/87). В сезоне 1988/89 дебютировал в чемпионате СССР в составе «Автомобилиста» Свердловск. В сезоге 1990/91 перешёл в команду первой лиги «Металлург» Магнитогорск. По ходу сезона 1992/93 вернулся в «Автомобилист». Четыре сезона (1996/97 — 1999/2000) отыграл в Суперлиге за ЦСК ВВС Самара. Играл в клубах низших лиг «Газовик» Тюмень (2000/01), «Спутник» Нижний Тагил (2001/02), «Мостовик» Курган (2002/03), «Кедр» Новоуральск (2003/04), «Мечел» Челябинск (2004/05), «Энергия» Кемерово (2005/06).
Серебряный призер чемпионата мира среди молодежных команд 1988. Бронзовый призер VI зимней Спартакиады народов СССР 1986.
Окончил Уральский государственный университет физической культуры и спорта в Челябинске.
В сезоне 2006/07 — играющий тренер команды «Автомобилист-2» Екатеринбург, следующие два сезона — главный тренер. С сезона 2009/10 — главный тренер клуба МХЛ «Авто» Екатеринбург. 18 октября 2010 года был назначен исполняющим обязанности главного тренера клуба КХЛ «Автомобилист» Екатеринбург, затем стал главным тренером.
Главный тренер клубов «Спутник» Нижний Тагил (2011/12), «Авто» (2012/13 — 2013/14), «Дебрецен» (Венгрия, 2014—2015, ноябрь 2015 — 5 ноября 2016). Тренер омского «Авангарда» (2015/16, до 2 ноября), «Нефтяника» Альметьевск (2017/18 — 2019/20). Главный тренер клубов «Стальные лисы» Магнитогорск (МХЛ, 2020/21, до 4 декабря) и «Дизель» Пенза (ВХЛ, 2021/22).
С 2022 года — главный тренер в академии хоккея «Спартаковец» Екатеринбург.